# Чернецький Іван Андрійович
Іван Андрійович Чернецький (28 квітня 1929, місто Кам'янське, тепер Дніпропетровської області) — український радянський діяч, старший газівник, майстер доменного цеху Дніпродзержинського металургійного заводу імені Дзержинського Дніпропетровської області. Герой Соціалістичної Праці (22.03.1966). Депутат Верховної Ради СРСР 6-го скликання.

## Біографія
Народився в родині слюсаря. Батько рано помер. 
До 1941 року закінчив чотири класи школи в місті Дніпродзержинську. З 1943 року навчався в Дніпродзержинському ремісничому училищі № 1 Дніпропетровської області. Одночасно працював другим підручним сталевара мартенівської печі Дніпродзержинського металургійного заводу імені Дзержинського. У 1944 році деякий час навчався в Єнакіївському технікумі трудових резервів Сталінської області.
З жовтня 1944 по 1949 рік — учень шофера, учень коваля, шофер Дніпродзержинського цементного заводу. Одночасно навчався у вечірній школі.
З 1949 по 1953 рік — в Радянській армії. Служив дешифрувальником на Далекому Сході, був комсоргом, закінчив партійно-дивізійну школу.
У 1954—1959 роках — слюсар, водопровідник, помічник газівника, газівник доменної печі Дніпродзержинського металургійного заводу імені Дзержинського Дніпропетровської області.
Член КПРС з 1957 року.
У 1959—1976 роках — старший газівник, змінний майстер, начальник зміни доменного цеху Дніпродзержинського металургійного заводу імені Дзержинського Дніпропетровської області.
У 1960 році без відриву від виробництва закінчив металургійний факультет Дніпродзержинського вечірнього металургійного (індустріального) інституту імені Арсенічева, здобув спеціальність «металургія чорних металів».
З 1976 по 1981 рік очолював цехову партійну організацію доменного цеху Дніпродзержинського металургійного заводу.
Потім працював помічником начальника цеху з виховної роботи, заступником директора спорткомплексу «Дзержинка», викладав на кафедрі охорони праці Дніпродзержинського індустріального інституту, був заступником начальника адміністративно-господарського відділу Дніпродзержинського металургійного комбінату.
З 2002 року — на пенсії в місті Дніпродзержинську (Кам'янському) Дніпропетровської області.

## Нагороди
- Герой Соціалістичної Праці (22.03.1966)
- орден Леніна (22.03.1966)
- ордени
- медалі
- почесний металург Української РСР
- почесний громадянин міста Дніпродзержинська (2006)